# Amor
För andra betydelser, se Amor (olika betydelser).

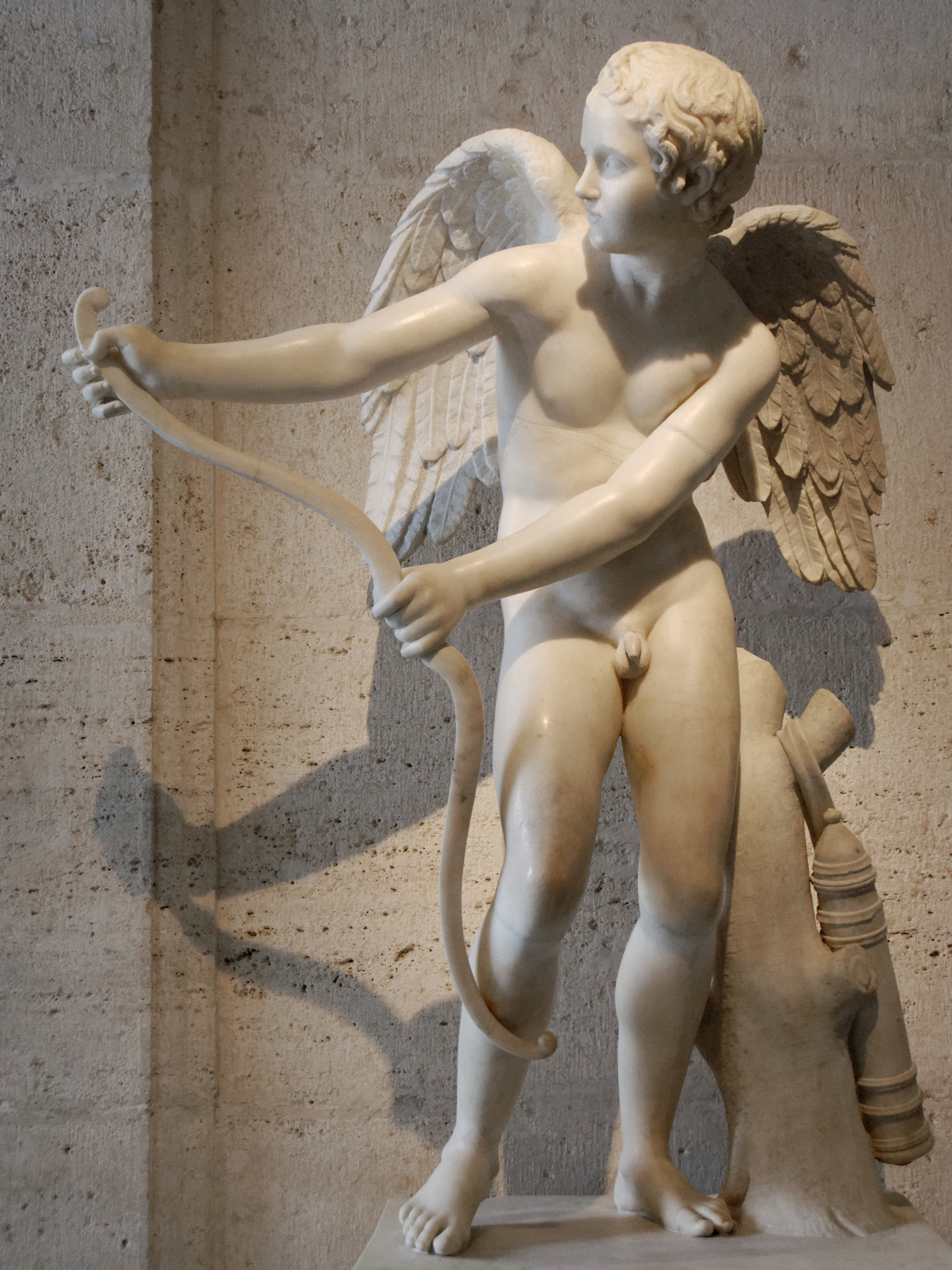
Eros bow Musei Capitolini MC410

Amor (latin för "kärlek") eller Cupido (latin för "begär") är kärleksguden i den romerska mytologin. Han avbildades ofta i konsten, så kallade amoriner eller kupidoner. Han var son till gudinnan Venus. I den grekiska mytologin motsvaras han av Eros.
Enligt en saga av den romerske författaren Apuleius förälskade sig Amor i kungadottern Psyche, men förbjöd henne att se hans ansikte. Efter otaliga lidanden förenades slutligen de två, och hon upptogs till gudavärlden. Motivet har varit omtyckt i konsten. Nämnas kan skulptören Johan Tobias Sergels verk "Amor och Psyche".

## Astrild
En svensk synonym för Amor är Astrild, myntat av författaren Georg Stiernhielm. Det är en sammanfogning av de isländska orden ást, kärlek, och ild, eld. Namnet blev mycket populärt i 1600- och 1700-talets svenska litteratur. Så används det i Carl Michael Bellmans diktning (jfr. Astrild, kom din Nymph upvakta, ur "Fredmans epistel n:o 43").

## Galleri

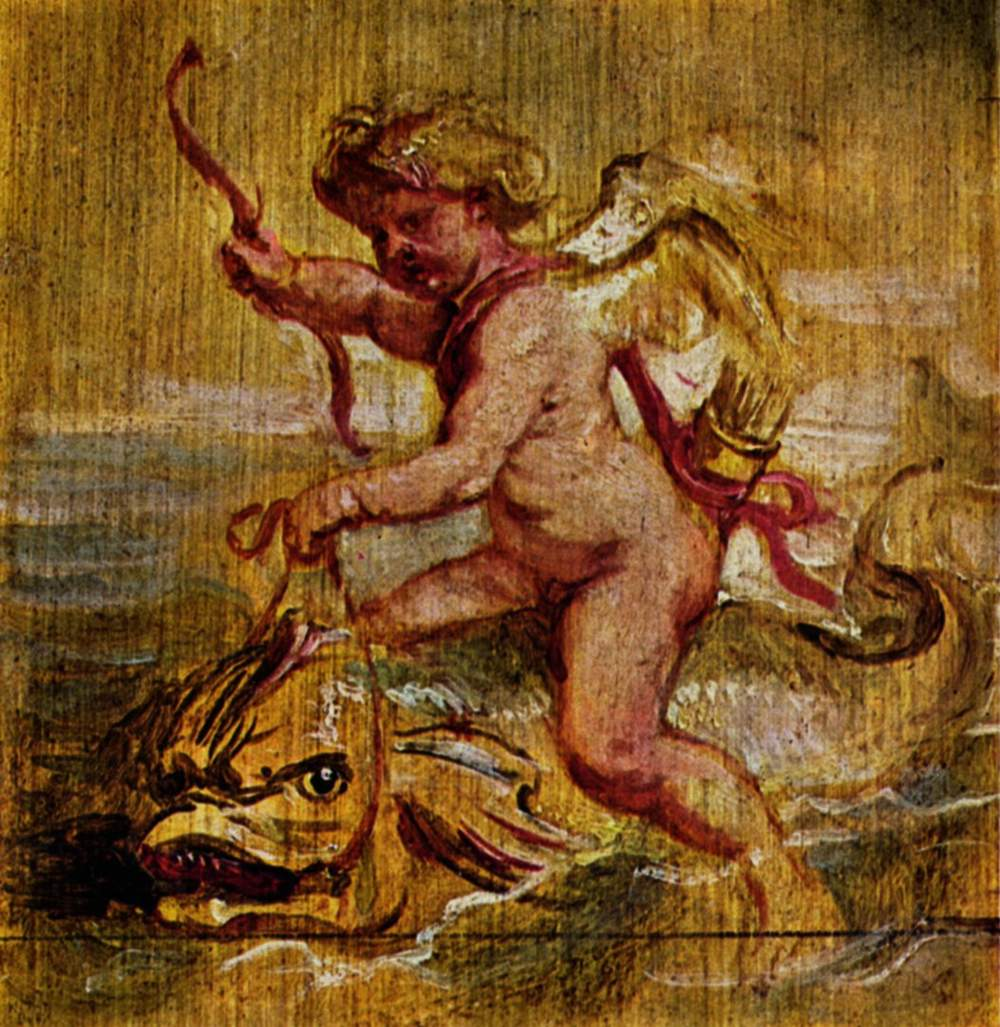
Amors ritt på en delfin (Peter Paul Rubens).
Venus och Amor av Frans Floris, Hallwylska museet.